# سيرجيو توريس (لاعب كرة قدم)
سيرجيو توريس (بالإسبانية: Sergio Torres Guardeño)‏ هو لاعب كرة قدم إسباني في مركز الوسط، ولد في 2 مارس 1984 في قرطبة في إسبانيا. شارك مع منتخب إسبانيا تحت 16 سنة لكرة القدم ومنتخب إسبانيا تحت 17 سنة لكرة القدم ومنتخب إسبانيا تحت 19 سنة لكرة القدم ومنتخب إسبانيا تحت 20 سنة لكرة القدم ومنتخب إسبانيا تحت 23 سنة لكرة القدم. أما مع النوادي، فقد لعب مع أتلتيكو مدريد ب وأتلتيكو مدريد وراسينغ كلوب بورتوينسي وسيوداد دي مورسيا ونادي بادالونا ونادي بورغوس ونادي تينيريفي ونادي زامورا ونادي سمورة.

## وصلات خارجية
- سيرجيو توريس على موقع الاتحاد الدولي (مؤرشف)  (الإنجليزية)
- سيرجيو توريس على موقع قاعدة بيانات كرة القدم.إي يو (الإنجليزية)
- سيرجيو توريس على موقع Soccerway.com (الإنجليزية)